# Vepřek
Vepřek je vesnice, část obce Nová Ves v okrese Mělník ve Středočeském kraji. Nachází se asi 1,5 kilometru východně od Nové Vsi na levém břehu Vltavy. Vesnicí protéká Bakovský potok. Je zde evidováno 69 adres. Trvale zde žije 86 obyvatel.
Vepřek je také název katastrálního území o rozloze 1,92 km².

## Historie
První písemná zmínka o vesnici pochází z roku 1346.

## Obyvatelstvo
| Rok            | 1869 | 1880 | 1890 | 1900 | 1910 | 1921 | 1930 | 1950 | 1961 | 1970 | 1980 | 1991 | 2001 | 2011 | 2021 |
| -------------- | ---- | ---- | ---- | ---- | ---- | ---- | ---- | ---- | ---- | ---- | ---- | ---- | ---- | ---- | ---- |
| Počet obyvatel | 168  | 144  | 167  | 186  | 200  | 205  | 251  | 181  | 208  | 151  | 102  | 76   | 86   | 148  | 157  |
| Počet domů     | 31   | 32   | 31   | 36   | 40   | 48   | 53   | 66   | 66   | 57   | 45   | 64   | 65   | 71   | 71   |

## Obecní správa
Při sčítání lidu v letech 1850–1960 byl Vepřek samostatnou obcí, nejprve v okrese Slaný, v letech 1921–1950 v okrese Kralupy nad Vltavou a od roku 1960 v okrese Mělník. Od 12. června 1960 do 31. prosince 1979 byl částí obce Nové Ouholice v okrese Mělník. Od 1. ledna 1980 je částí obce Nová Ves v okrese Mělník.

## Pamětihodnosti
Tři stavby ve Vepřku jsou zapsány do ústředního seznamu kulturních památek ČR:
- kostel Narození Panny Marie,
- zvonice, čtyřboká dřevěná na kamenné podezdívce,
- vodní mlýn čp. 19.

Severně od silnice I/16 a východně od dálnice D8 se nachází fotovoltaická elektrárna Vepřek otevřená 8. září 2010. V době svého spuštění byla největší fotovoltaickou elektrárnou v Česku.

## Významní rodáci
- Josef Walter (1873–1950), konstruktér a továrník, průkopník automobilismu

## Galerie

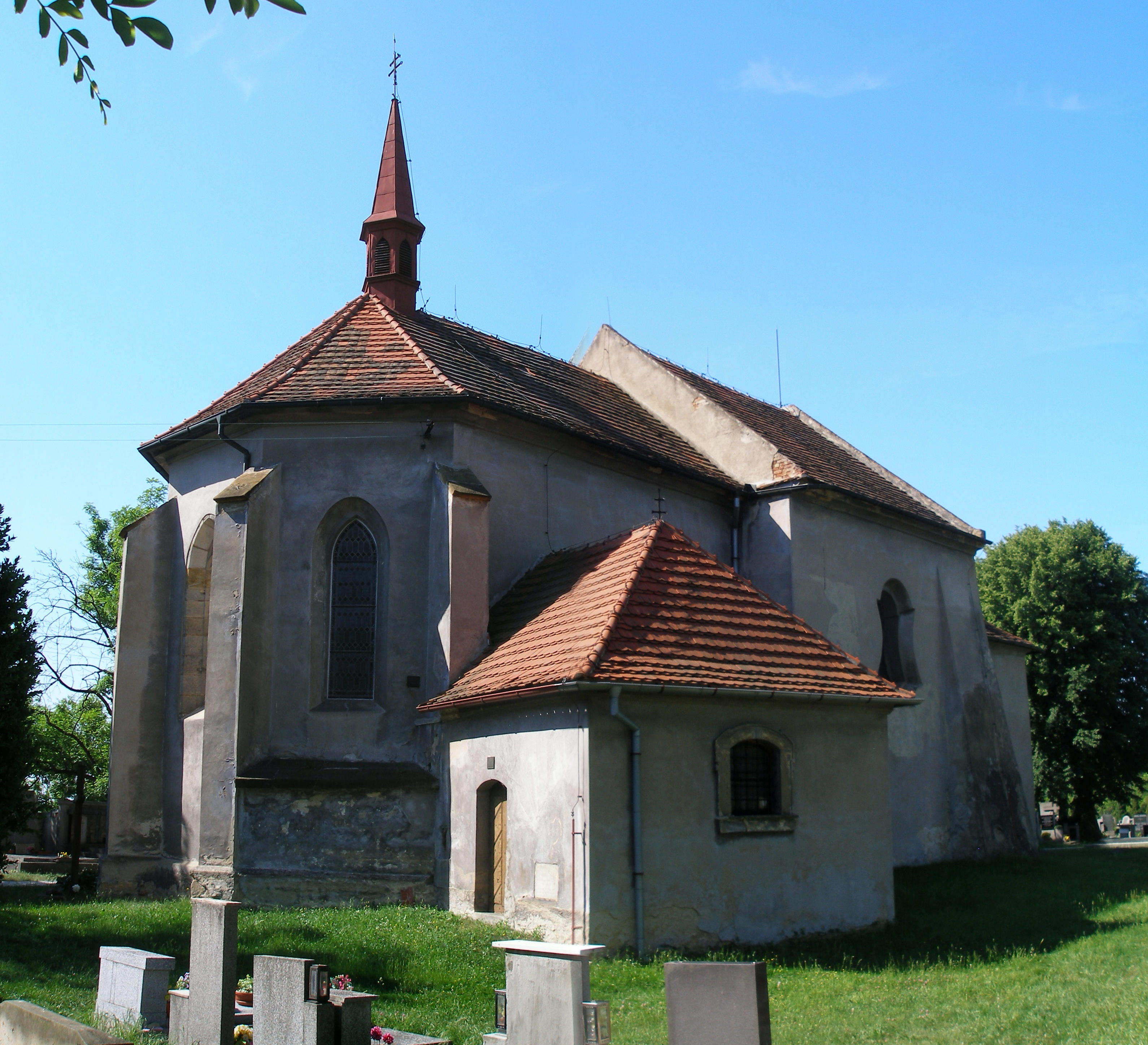
Kostel Narození Panny Marie
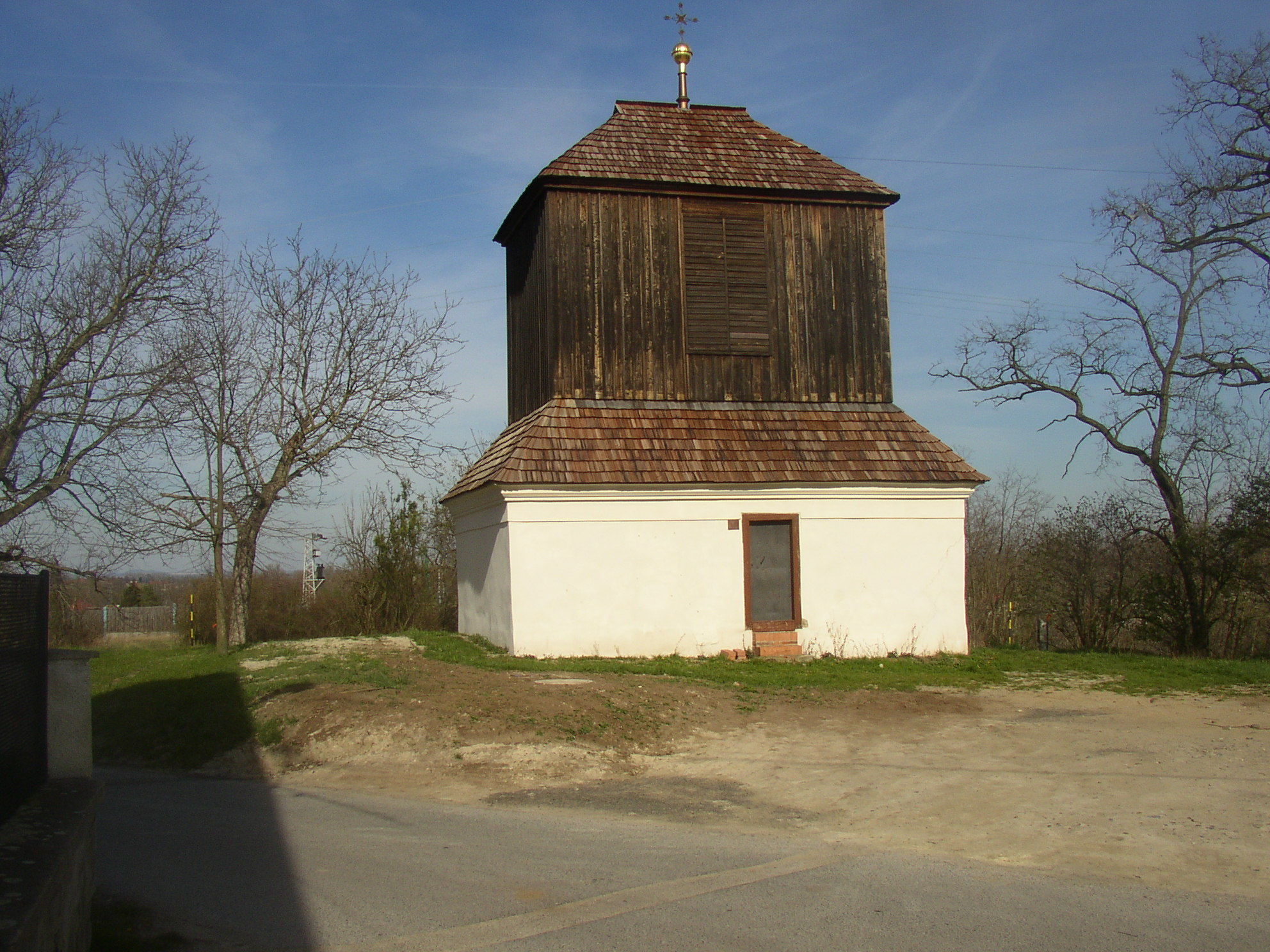
Zvonice
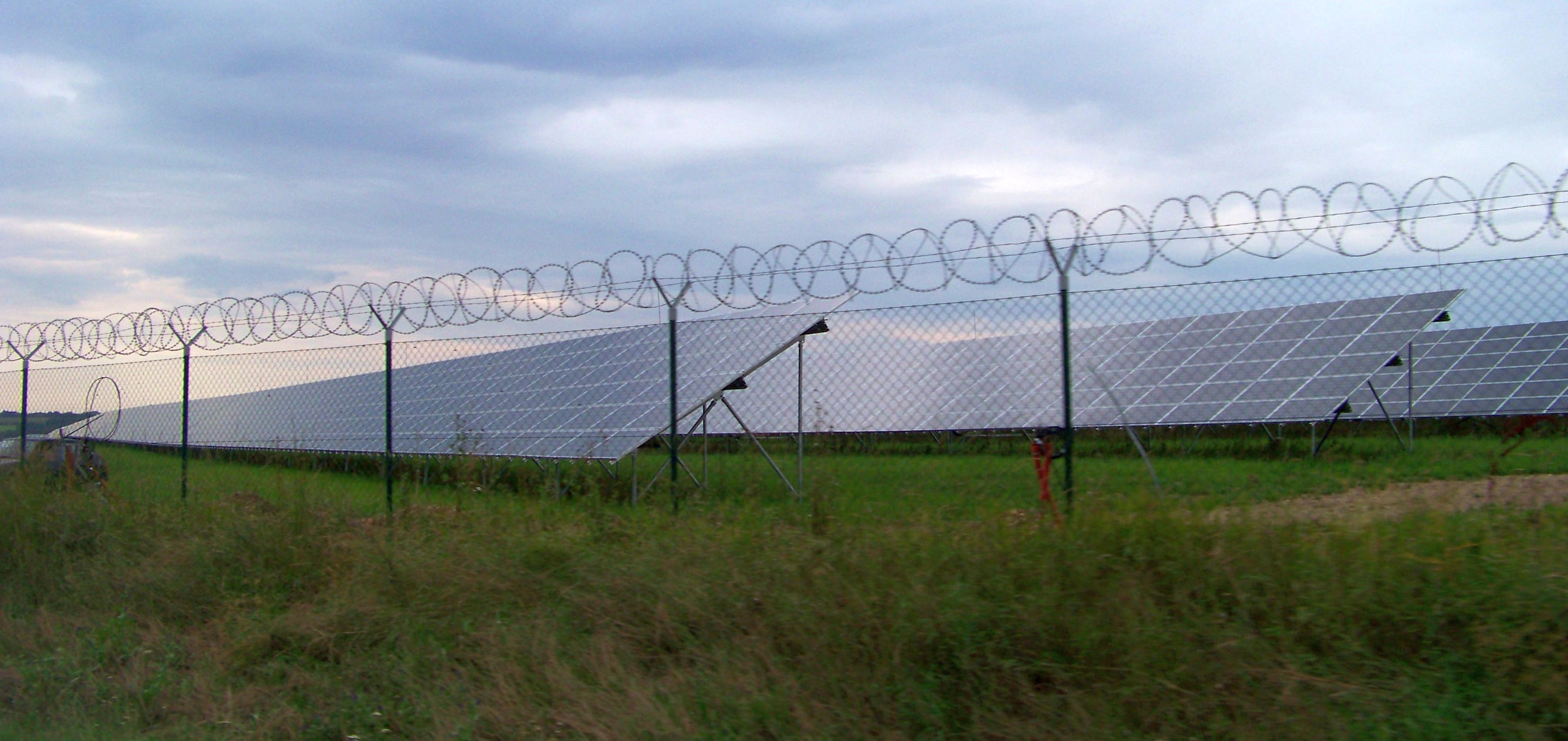
Fotovoltaická elektrárna Vepřek